# Amos Biwott
Amos Kipwabok Biwott (Nandi, 8 de setembro de 1947) é um ex-atleta e primeiro campeão olímpico do Quênia nos 3000 metros com obstáculos, prova em que os atletas do país tem dominado totalmente nos Jogos Olímpicos, por seguidas gerações de corredores nos últimos trinta anos.
Antes dos Jogos Olímpicos da Cidade do México, em 1968, Biwot tinha disputado apenas três provas na distância e não tinha grande técnica, apesar de muita velocidade e resistência final. Mas ele foi o primeiro atleta a saltar as barreiras desta prova sem pisar na lâmina de água posterior, o que provocava maior esforço mas ganhava cerca de meio segundo e, com isso, na final, foi o único atleta a completar a prova com as sapatilhas completamente secas, conquistando a medalha de ouro à frente de seu compatriota Benjamin Kogo.
Depois dos Jogos a carreira de Biwot conheceu um declive lento e contínuo. Em 1970, em Edimburgo, chegou em terceiro lugar nos Jogos da Comunidade Britânica e foi apenas o sexto colocado em Munique 1972. Sua última grande competição internacional foi nos Jogos da Commonwealth de 1974, com um oitavo lugar.

## Ocaso e pobreza
Com o fim de sua carreira esportiva, Biwott foi trabalhar no sistema penitenciário do Quênia até 1978, quando foi acusado e preso por roubo, passando um ano como interno do próprio local onde trabalhava. Depois de solto, esteve desempregado até 1986, quando conseguiu um emprego como vigia em um centro de esportes. Demitido tempos depois, sua vida nos últimos anos tem sido de extrema pobreza, sem trabalho fixo, chegando muitas vezes a não ter o dinheiro da passagem de ônibus para ir aos estádios acompanhar as competições de atletismo. Deste fato, Biwot reclama do governo de seu país, pelo descaso com os antigos campeões olímpicos e com muitos dos atuais atletas do Quênia, que, sem incentivo, emigram para outros países, trocando inclusive de nacionalidade, em busca de melhores condições de treinamento e de vida para si e suas famílias.
Amos Biwott é casado e tem cinco filhos com Cherono Mayo, uma das primeiras mulheres quenianas a participar dos Jogos Olímpicos, que competiu em Munique 1972 nas provas de 800 e 1500 metros.